# Draczyny
Draczyny (ukr. Драчини, ros. Драчино, węg. Újtövisfalva) – przystanek kolejowy w miejscowości Draczyno, w rejonie swalawskim, w obwodzie zakarpackim, na Ukrainie. Leży na linii Lwów – Stryj – Batiowo – Czop.
Przystanek istniał przed II wojną światową.